# 羟基马桑毒素
羟基马桑毒素（英語：Tutin）一种发现于新西兰马桑(马桑属的几个物种)中的有毒植物衍生物。它作为一种甘氨酸受体的强效拮抗剂，具有强效的惊厥作用。羟基马桑毒素主要用于关于甘氨酸受体的科学研究中。